# Pfaffenhofen (Burgbernheim)
Pfaffenhofen ([p͡fafn̩ˈhoːfn̩] ⓘ, fränkisch: Bfaffnhofn) ist ein Gemeindeteil der Stadt Burgbernheim im  Landkreis Neustadt an der Aisch-Bad Windsheim (Mittelfranken, Bayern). Die Gemarkung Pfaffenhofen hat eine Fläche von 2,723 km². Sie ist in 370 Flurstücke aufgeteilt, die eine durchschnittliche Fläche von 7360,14 m² haben.

## Geographische Lage
Das Kirchdorf liegt am Rand der Frankenhöhe. Im Ort treffen sich der Ziegelwasengraben, der Seewasengraben und die Rannach. Unmittelbar nordwestlich erhebt sich der Pfaffenhofer Berg (372 m ü. NHN). Eine Gemeindeverbindungsstraße führt zu einer Gemeindeverbindungsstraße (1,6 km südwestlich) zwischen Bergtshofen (0,6 km südlich) und Ermetzhofen (1,5 km nordwestlich). Weitere Gemeindeverbindungsstraßen führen die Staatsstraße 2252 kreuzend nach Ergersheim (1,6 km nordöstlich), an der Simonsmühle vorbei nach Kellermühle zur Bundesstraße 13 (1 km nordwestlich) und direkt zur B 13 (0,2 km nordwestlich bzw. 0,5 km südöstlich).

## Geschichte
Im Jahre 1173 wurde ein „Timo de Phafenhouen“ urkundlich erwähnt. Dies ist zugleich der älteste schriftliche Beleg für den Ort. Das Bestimmungswort des Ortsnamens ist Pfaffe. Die altfränkischen Siedlungen in der Umgebung lassen vermuten, dass auch dieser Ort bereits im 7. Jahrhundert gegründet wurde. Zu dem ursprünglichen Gutshof des Pfarrers kam erst später eine Ansiedlung von weiteren Bauernhöfen hinzu.
Das Kloster Heilsbronn erwarb dort Äcker von Seyfried von Gößheim.
Von 1797 bis 1808 unterstand der Ort dem Justiz- und Kammeramt Uffenheim. Ein Teil des Zehnten gehörte den Grafen Castell zu Rüdenhausen.
1806 kam Pfaffenhofen an das Königreich Bayern. Im Rahmen des Gemeindeedikts wurde es dem 1808 gebildeten Steuerdistrikt Buchheim und der 1813 gebildeten Ruralgemeinde Buchheim zugewiesen. Mit dem Zweiten Gemeindeedikt (1818) entstand die Ruralgemeinde Pfaffenhofen, zu der Dorfs- (=Ziegelmühle?), Mittel- und Simonsmühle gehörten. Sie war in Verwaltung und Gerichtsbarkeit dem Landgericht Uffenheim zugeordnet und in der Finanzverwaltung dem Rentamt Uffenheim (1919 in Finanzamt Uffenheim umbenannt). Ab 1862 gehörte Pfaffenhofen zum Bezirksamt Uffenheim (1939 in Landkreis Uffenheim umbenannt). Die Gerichtsbarkeit blieb beim Landgericht Uffenheim (1879 in Amtsgericht Uffenheim umbenannt), seit 1973 ist das Amtsgericht Neustadt an der Aisch zuständig. Die Gemeinde hatte 1964 eine Gebietsfläche von 2,708 km².
Am 1. Juli 1972 wurde Pfaffenhofen im Zuge der Gebietsreform in Bayern nach Buchheim eingemeindet, das am 1. Mai 1978 nach Burgbernheim eingegliedert wurde.

### Baudenkmäler
In Pfaffenhofen gibt es zehn Baudenkmäler:
- die evangelisch-lutherische Kirche St. Nikolaus
- Der Alexanderbrunnen aus dem Jahr 1793. Die Inschrift erinnert an Markgraf Alexander, der sich mit dem Brunnenbau der Nöte seiner Untertanen annahm. Als infolge Trockenheit 1783 die Quellen der Gemeinde versiegten, finanzierte er der Gemeinde einen Brunnen. Die Inschrift lautet: „Dem Besten der Fürsten ALEXANDER half dem hiesigen Mangel an lebendigem Wasser im Jahre 1783“.
- Die 1779/80 nach der Planung des markgräflichen Hofbaumeisters Johann David Steingruber im Zuge des Straßenneubaus Ansbach-Ochsenfurt errichtete Brücke über die Rannach[17]
- Haus Nr. 04: Simonsmühle
- Haus Nr. 07: Wohnstallhaus
- Haus Nr. 13: Satteldachbau
- Haus Nr. 16: Fachwerkkleinhaus
- Haustafeln an Haus Nr. 6 und 8

ehemalige Baudenkmäler
- Haus Nr. 03: stattliches, zweigeschossiges Bauernhaus, das Obergeschoss und der steile vorkragende Giebel in verputztem Fachwerk wohl noch aus dem 17. Jahrhundert.[18]
- Haus Nr. 06: eingeschossiges massives Wohnstallhaus, im Giebel Haustafel mit Deutschordenskreuz und Jahreszahl „1782“.[18]
- Haus Nr. 71⁄2: kleines eingeschossiges Fachwerk-Wohnstallhaus, erste Hälfte des 19. Jahrhunderts.[18]
- Haus Nr. 12: erdgeschossiges Wohnstallhaus in verputztem Fachwerk mit Walmdach, Außenwände zum Teil massiv verändert; Haustafel mit Bauinschrift „Erbaut/mit Gottes Hilfe/von/Georg Gengfeller/im Jahr/1832“.[18]
- Haus Nr. 14: eingeschossiges, langgestrecktes Wohnstallhaus mit teilweise verputztem Fachwerk, 18. Jahrhundert.[18]

### Einwohnerentwicklung
| Jahr      | 1818   | 1840   | 1852   | 1855   | 1861   | 1867   | 1871   | 1875   | 1880   | 1885   | 1890   | 1895   | 1900   | 1905   | 1910   | 1919   | 1925   | 1933   | 1939   | 1946   | 1950   | 1952   | 1961   | 1970   | 1987   | 2002  | 2018  |
| Einwohner | 104    | 109    | 120    | 125    | 121    | 117    | 106    | 107    | 108    | 99     | 112    | 105    | 99     | 107    | 98     | 82     | 89     | 102    | 94     | 125    | 125    | 111    | 94     | 66     | 65     | 72    | 58    |
| Häuser    | 20     | 19     |        |        |        |        | 19     |        |        | 24     | 25     |        | 23     |        |        |        | 17     |        |        |        | 22     |        | 23     |        | 20     |       |       |
| Quelle    | [ 20 ] | [ 21 ] | [ 22 ] | [ 22 ] | [ 23 ] | [ 24 ] | [ 25 ] | [ 26 ] | [ 27 ] | [ 28 ] | [ 29 ] | [ 22 ] | [ 30 ] | [ 22 ] | [ 31 ] | [ 22 ] | [ 32 ] | [ 22 ] | [ 22 ] | [ 22 ] | [ 33 ] | [ 22 ] | [ 12 ] | [ 34 ] | [ 35 ] | [ 2 ] | [ 2 ] |

## Religion
Der Ort ist Sitz  der Pfarrei St. Nikolaus und ist seit der Reformation evangelisch-lutherisch geprägt. Die Katholiken sind nach St. Bonifaz (Bad Windsheim) gepfarrt.